# Parallell databuss

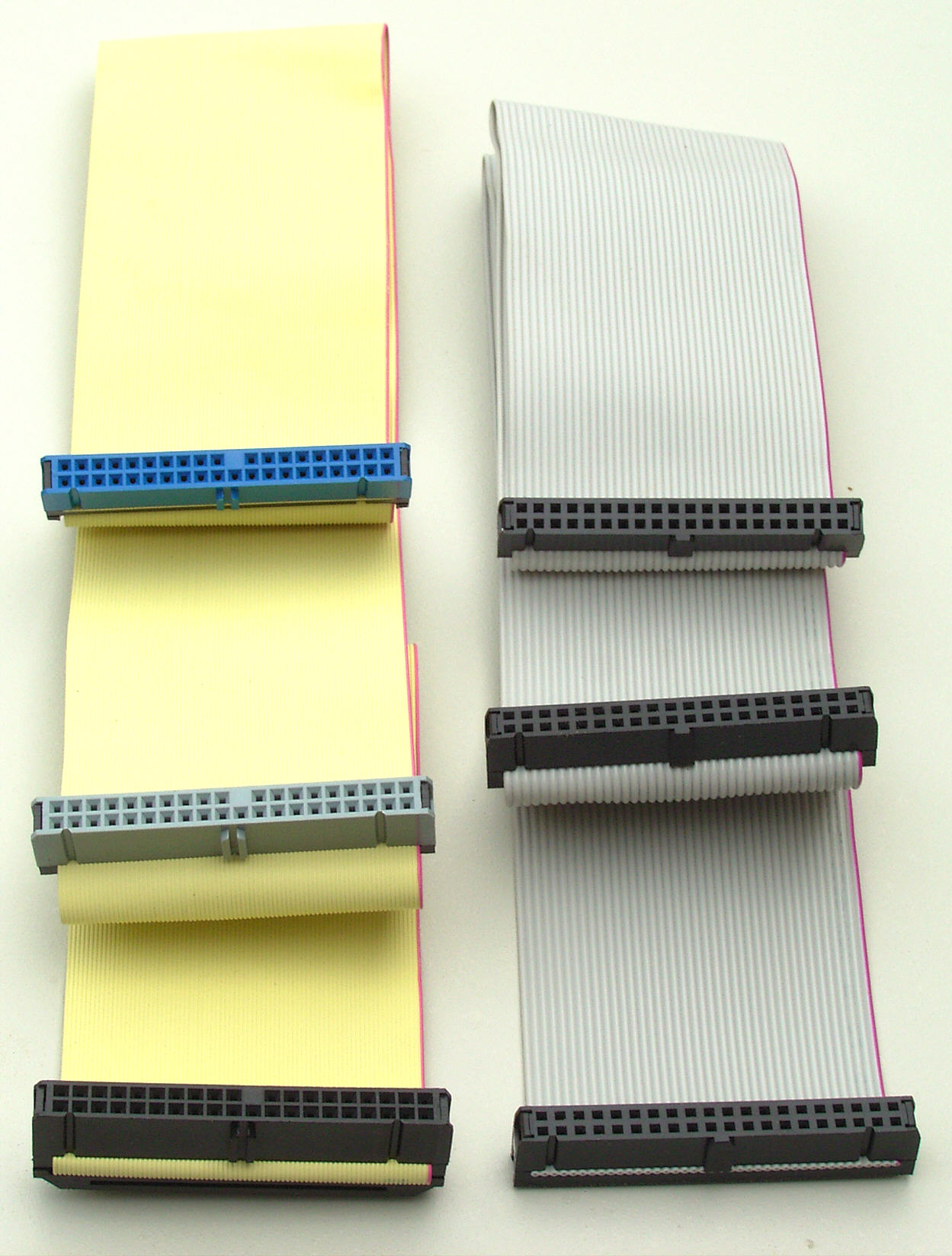
IDE-kabel

En parallell databuss är en databuss där flera ledare används för att gemensamt överföra data. En IDE-kabel använder en parallell databuss och kan användas till en CD-läsare och en hårddisk samtidigt. Den fästs på moderkortet med en och samma kabel. Parallell databuss användes tidigare också i en parallell skrivarkabel, som man anslöt sin skrivare till datorn med, men även den har nu ersatts av en seriell databuss.